# Filipka (vrchol)

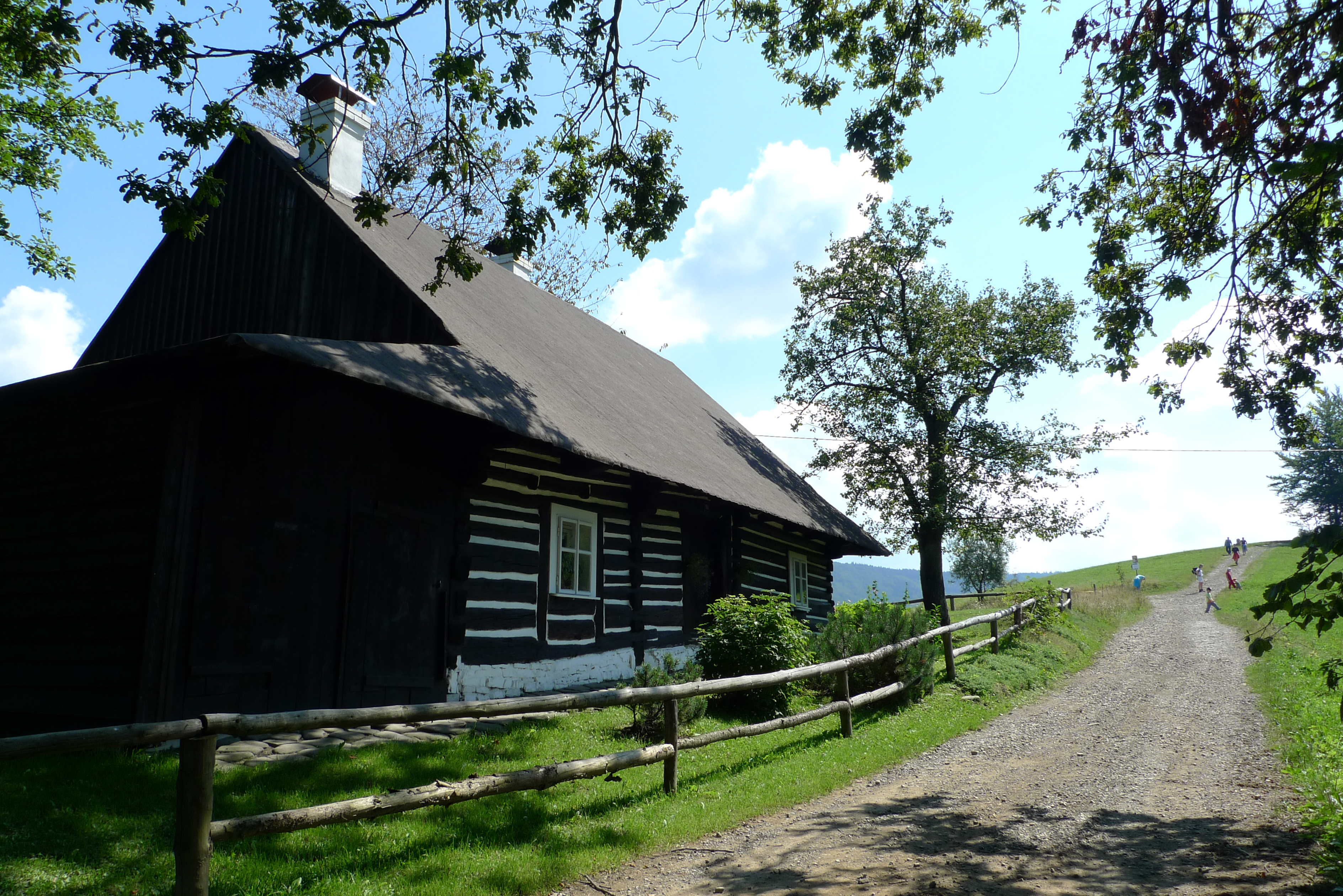
Historická usedlost č.p. 186 na Filipce

Filipka (771 m n. m.) je vrchol s trojmezím, lokalita a přírodní památka ve Slezských Beskydech.

## Vrchol
Vrchol Filipka má nadmořskou výšku 771 m. Společně s výraznější Loučkou (835 m) leží na hřebeni, který ze západu obepíná údolí Hluchové. Leží na hraničním trojmezí obcí Hrádek, Návsí a Nýdek, což je připomínáno trojmezním hraničním kamenem. Stojí zde turistická odpočívka, nedaleko od vrcholu je malý pomníček s nápisem: Forstmeister Emil Merk † 24. VI. 1911.

## Lokalita Filipka
Filipka je jednou ze základních sídelních jednotek (ZSJ) obce Nýdek v části Hluchová. Název "louka v Hluchové pod Sošovem" ("Wiese in der Glochowa unterm Soshaw") je zmíněn již v roce 1722 a odkazoval na pastevecké salaše a osady v okolí, včetně Filipky. V okolí vrcholu se nachází několik staveb, nejstarší je tradiční goralská dřevostavba, vedle ní je stejnojmenná turistická restaurace, 200 metrů jižněji je rekreační chata Celní správy Nýdek-Filipka.

## Památky a zaniklé chaty
Asi 500 m od vrcholu se na jihozápadní strání rozprostírá přírodní památka Filipka s výskytem jalovce obecného.
Na vrcholu Filipy stávala Bojková chata (1936-1956) a v 1,2 km vzdálené osadě Zimný pod Stožkem Halamova útulna (1926-1960).

## Dostupnost
- Po cykloztezce č. 6086 z Nýdku, Hrádku a Písku,
- po  zelené turistické značce z Nýdku Hluchová, Kolibiska,
- po  zelené turistické značce z Hrádku,
- po  žluté turistické značce z Bystřice nad Olší,
- po  žluté turistické značce z Návsí,
- po  červené turistické značce z Nýdku,
- po  červené turistické značce z Bukovce.

## Fotogalerie

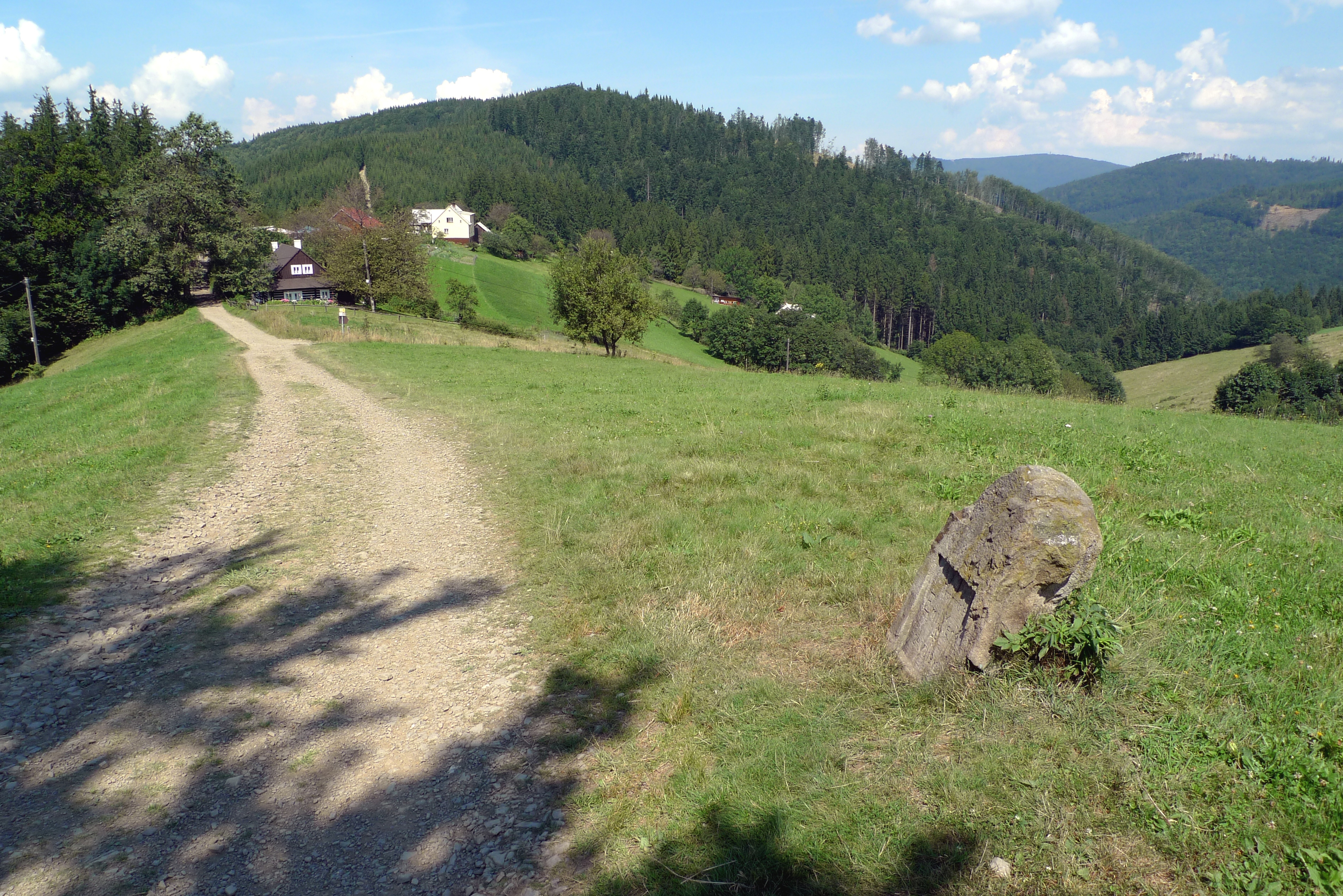
Oblast okolo usedlosti Filipka
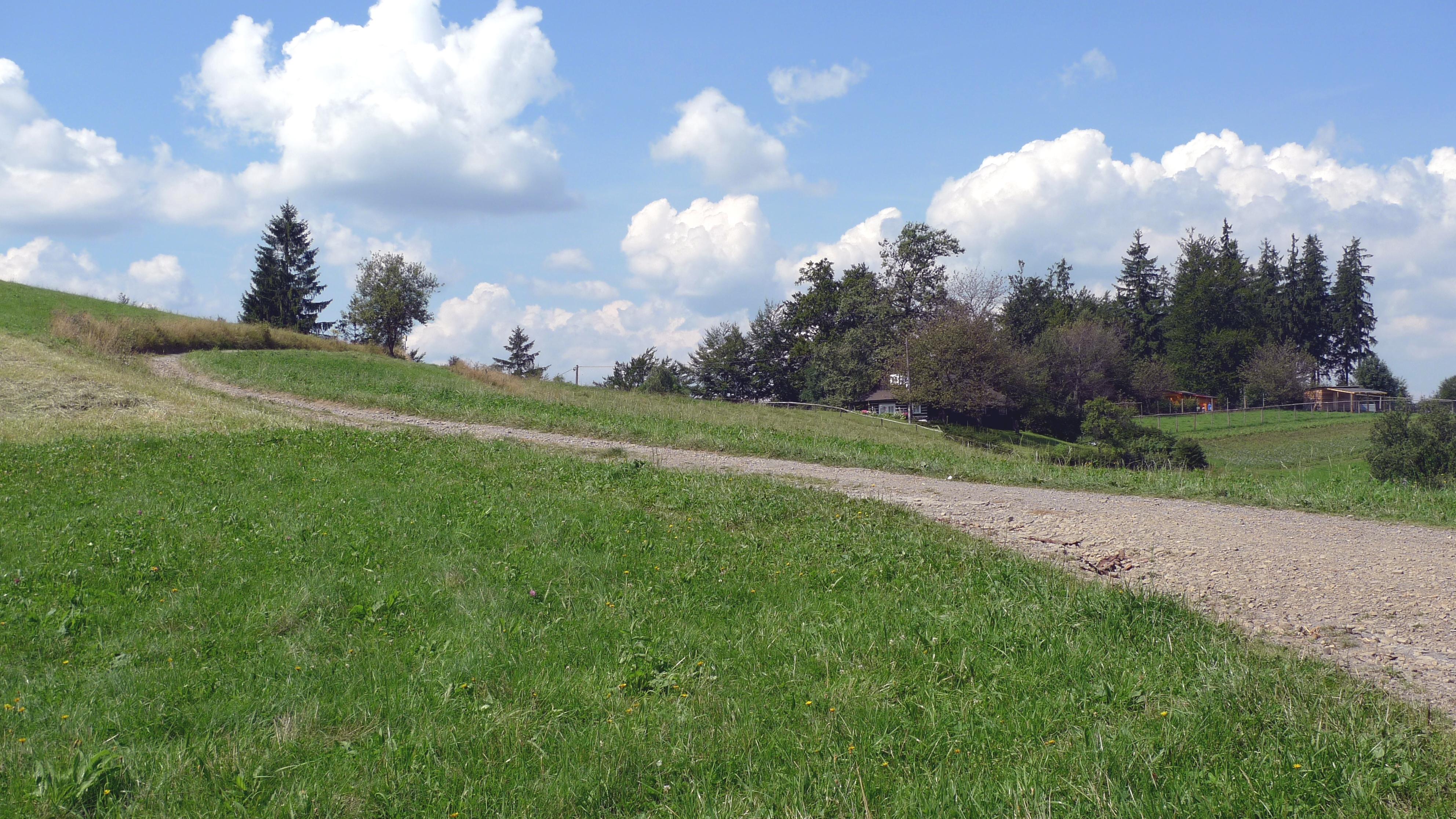
Oblast okolo usedlosti Filipka
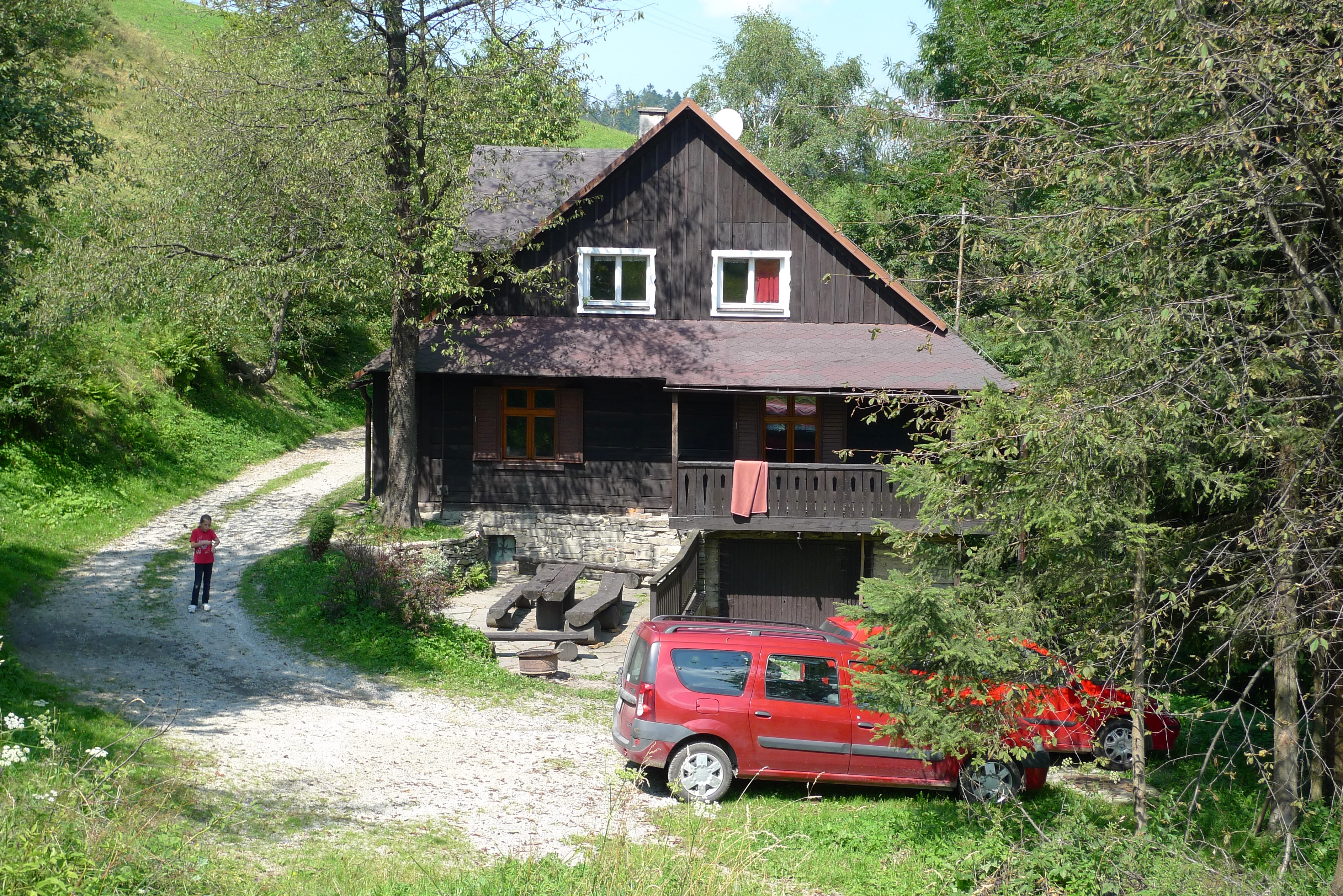
Celnická chata Nýdek-Filipka
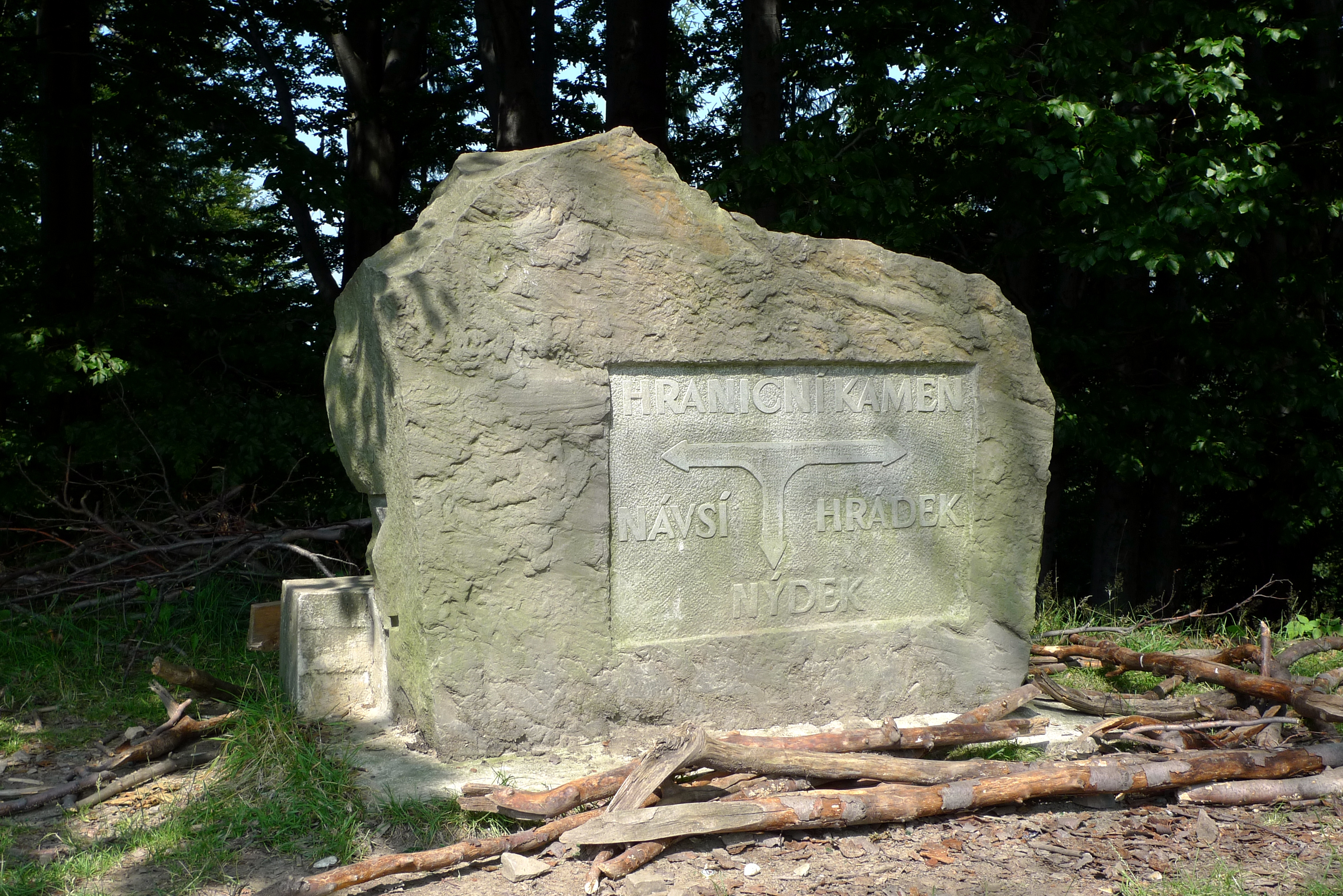
Trojmezní hraniční kámen na vrcholu
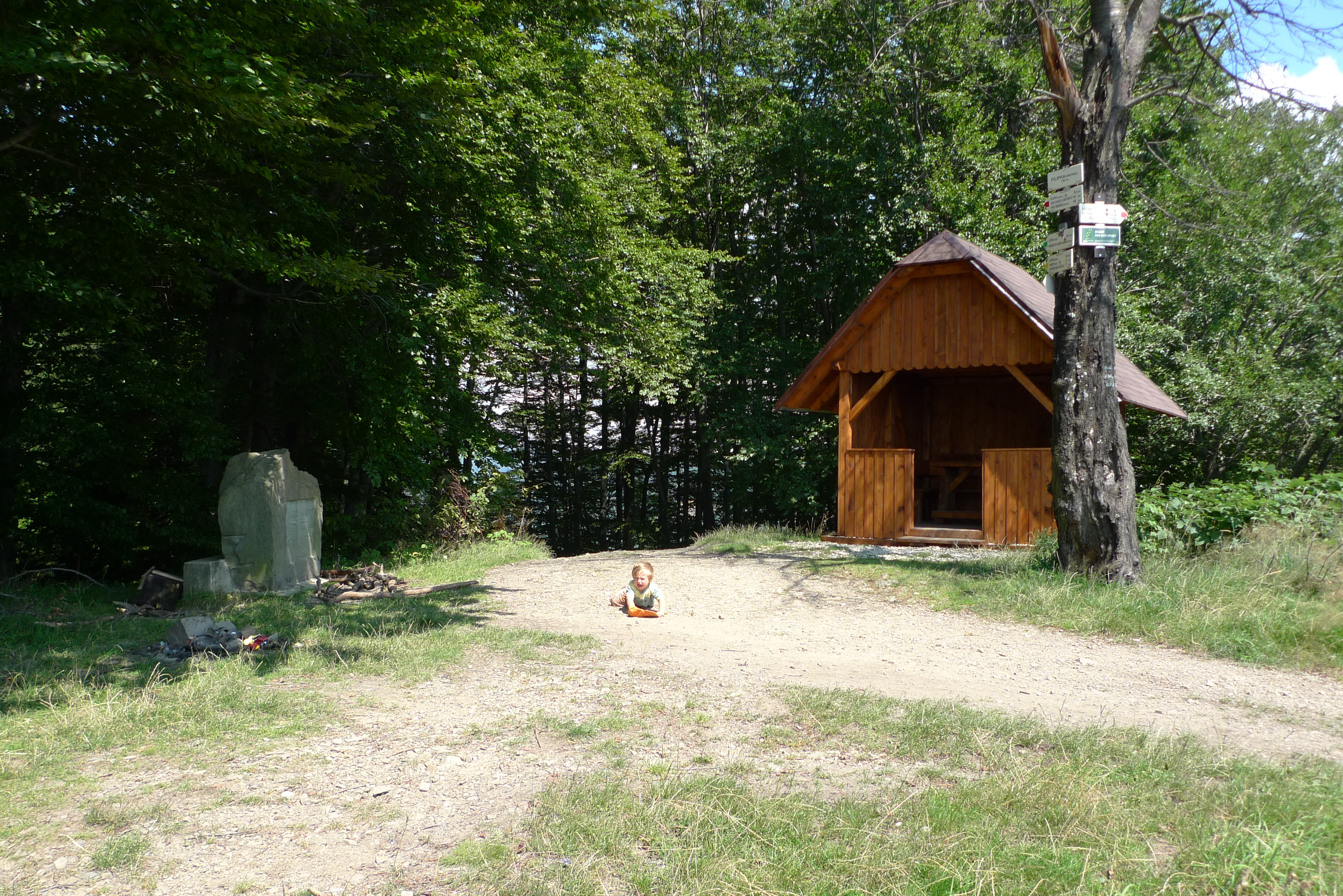
Odpočívadlo pro turisty na vrcholu
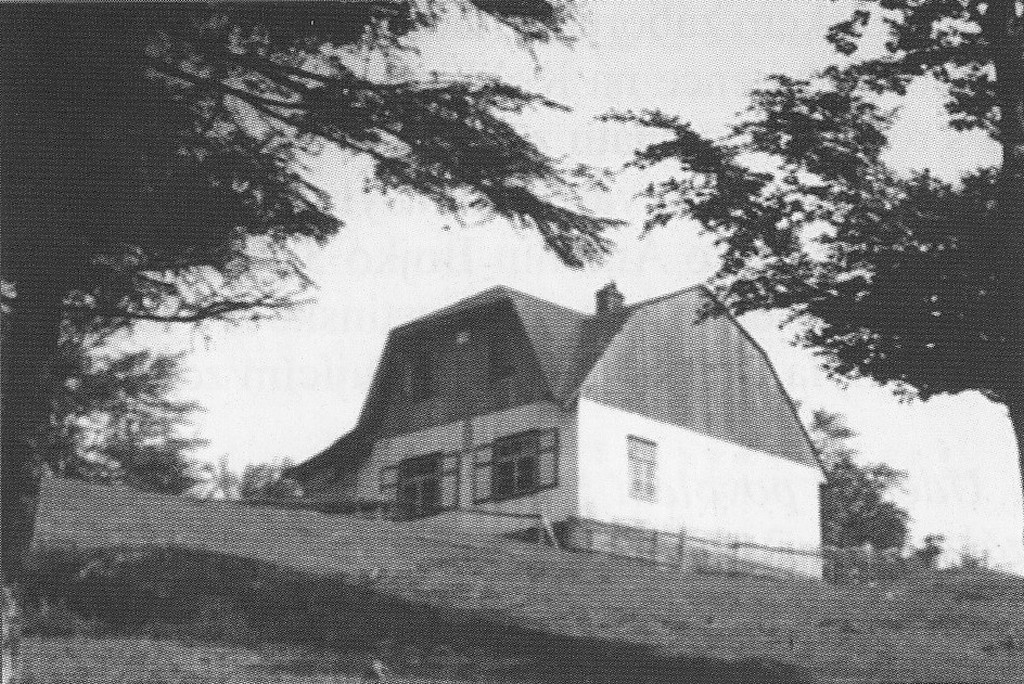
Zaniklá Bojkova chata na vrcholu Filipky
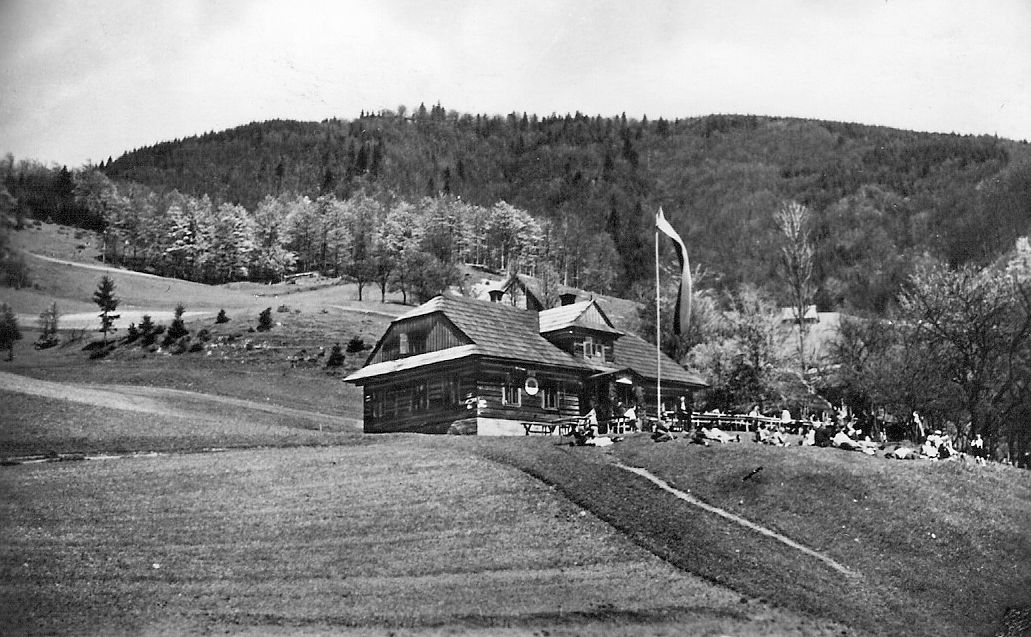
Zaniklá turistická chata - Halamova útulna v osadě Zimný